# Редька полевая
Редька полевая, или Редька дикая (лат. Raphanus raphanistrum) — однолетнее травянистое растение, по современной классификации единственный ботанический вид рода Редька (Raphanus) семейства Капустные (Brassicaceae) .
Известно как лекарственное и медоносное растение.

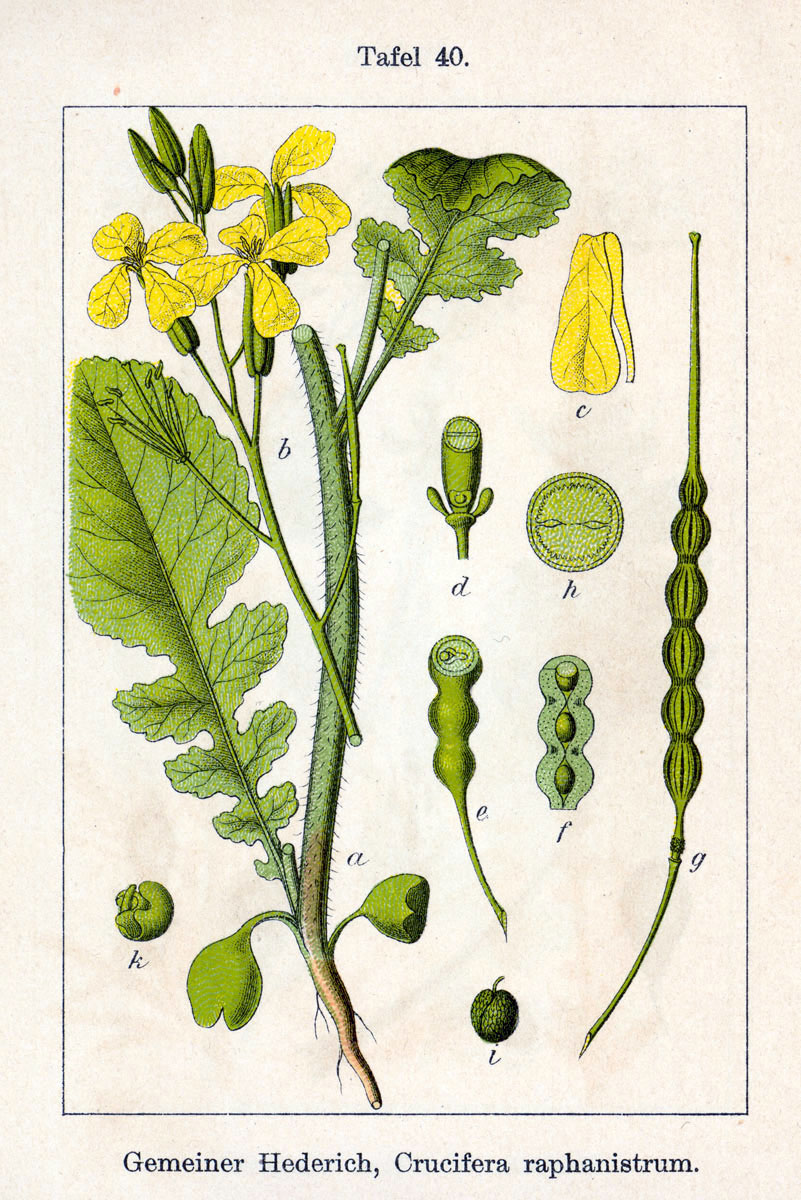

## Ботаническое описание
Стебель высотой 10—70 см, часто извилистый.
Нижние листья лировидно-перисторассечённые, с четырьмя — шестью парами листочков.
Лепестки жёлтые, реже белые или пурпурные.
Стручки длиной 3—8 см, диаметром не более 5 мм, твёрдые, при созревании распадаются на отдельные членики.
Цветёт всё лето и осень.

## Распространение и экология
Произрастает на всей территории Европы, в Северной Африке и Западной Азии (без Аравийского полуострова). Натурализовалось повсеместно.
Часто растёт как сорное на посевах, встречается у дорог, жилья, на пустырях, засорённых лугах и опушках. 

## Хозяйственное значение и применение
Даёт нектар и пыльцу, поэтому цветки охотно посещают медоносные пчёлы.
Ядовитое растение для сельскохозяйственных животных. Симптомы отравления схожи с горчицей полевой (Sinapis arvensis). Массовое отравление наблюдалось у ягнят, выпущенных в заросшее поле цветущей редьки. Смерть некоторых ягнят наступила в течение первых суток.
По старым наблюдениям в Швеции поедается крупным рогатым скотом и козами, лошади не едят. По наблюдениям в СССР, в молодом возрасте поедалась удовлетворительно. Силос получается хорошим и скотом охотно поедается. Питательная ценность травы не выше среднего. Химический состав редьки полевой указан ниже:
| Что анализировалось | От абсолютного сухого вещества в % | От абсолютного сухого вещества в % | От абсолютного сухого вещества в % | От абсолютного сухого вещества в % | От абсолютного сухого вещества в % | Источник и район |
| Что анализировалось | золы                               | протеина                           | жира                               | клетчатки                          | БЭВ                                | Источник и район |
| ------------------- | ---------------------------------- | ---------------------------------- | ---------------------------------- | ---------------------------------- | ---------------------------------- | ---------------- |
| семена              | 4,4                                | 34,5                               | 35,5                               | 4,1                                | 21,5                               | Дубянская, 1932  |
| —                   | 4,4                                | 12,0                               | 9,3                                | 35,3                               | 39,0                               | Клинг, 1933      |

## Классификация

### Таксономия[4]
Raphanus raphanistrum  L., 1753, Sp. Pl. : 669
Вид Редька полевая относится к роду Редька (Raphanus) семейства Капустные (Brassicaceae) порядка Капустоцветные (Brassicales). Кладограмма в соответствии с Системой APG IV по состоянию на июнь 2023 года:
|  |                                      |  |                                   |                                   |                     |  | ещё 16 семейств | ещё 16 семейств |              |  |  |  | еще 13 видов, ожидающих подтверждения |
|  |                                      |  |                                   |                                   |                     |  | ещё 16 семейств | ещё 16 семейств |              |  |  |  | еще 13 видов, ожидающих подтверждения |
|  |                                      |  |                                   | порядок Капустоцветные            |                     |  |                 |                 | род Редька   |  |  |  |                                       |
|  |                                      |  |                                   | порядок Капустоцветные            |                     |  |                 |                 | род Редька   |  |  |  |                                       |
|  | отдел Цветковые, или Покрытосеменные |  |                                   |                                   | семейство Капустные |  |                 |                 | Редька дикая |  |  |  |                                       |
|  | отдел Цветковые, или Покрытосеменные |  |                                   |                                   | семейство Капустные |  |                 |                 |              |  |  |  |                                       |
|  |                                      |  | ещё 63 порядка цветковых растений | ещё 63 порядка цветковых растений |                     |  |                 | ещё 354 рода    | ещё 354 рода |  |  |  |                                       |
|  |                                      |  |                                   | ещё 63 порядка цветковых растений |                     |  |                 |                 | ещё 354 рода |  |  |  |                                       |

### Внутривидовые таксоны
- Raphanus raphanistrum subsp. landra (Moretti ex DC.) Bonnier & Layens
- Raphanus raphanistrum subsp. rostratus (DC.) Thell.
- Raphanus raphanistrum subsp. sativus (L.) Domin  - Редька посевная, подвид, к которому относится большинство культурных форм редьки, используемых в пищу.

### Культурные сортогруппы
В современной систематике наблюдается тенденция к минимизации выделения самостоятельных внутривидовых таксонов (подвиды, разновидности и т.п.) и включение их вместо этого в синонимику основного вида. По этой причине вместо многочисленных ботанических форм редьки, которые встречаются в более ранних классификациях, в настоящее время используются сортогруппы или сортотипы культиваров, объединяющие схожие по тем или иным характеристикам сорта, например, редис, редька чёрная, редька белая, лоба, дайкон и др.

### Синонимы
- Brassica heleniana  Burch.  ex  Loudon
- Crucifera raphanistrum  E.H.L.Krause
- Durandea unilocularis  Delarbre
- Raphanistrum arvense  Wallr.
- Raphanistrum fugax  Nyman
- Raphanistrum innocuum  Moench
- Raphanistrum innocuum subsp. fugax  Nyman
- Raphanistrum lampsana  Gaertn.
- Raphanistrum microcarpum  Nyman
- Raphanistrum raphanistrum  H.Karst.
- Raphanistrum segetale  Henckel
- Raphanistrum segetum  Baumg.
- Raphanistrum silvestre  Asch.
- Raphanistrum vulgare  Gray
- Raphanus articulatus  Stokes
- Raphanus fugax  C.Presl
- Raphanus infestus  Salisb.
- Raphanus landroides  Rouy  &  Foucaud
- Raphanus longistylus  St.-Lag.
- Raphanus microcarpus  Lange
- Raphanus raphanellus  Schr.  ex  Colla
- Raphanus raphanistrum f. carneus  Thell.
- Raphanus raphanistrum f. raphanistrum  –
- Raphanus raphanistrum subsp. microcarpus  (Lange)  Thell.
- Raphanus raphanistrum subsp. raphanistrum  –
- Raphanus raphanistrum subsp. segetum  Clavaud
- Raphanus raphanistrum var. microcarpus  Lange
- Raphanus raphanistrum var. purpurascens  Dumort.
- Raphanus segetum  Clavaud
- Raphanus sylvestris  Lam.
- Raphanus syylosus  Dulac
- Rapistrum arvense  All.
- Rapistrum raphanistrum  Crantz
- Sinapis raphanistrum  Gueldenst.  ex  Ledeb.